# Championnats du monde de judo 1981
Les Championnats du monde de judo 1981 se tiennent à Maastricht aux Pays-Bas.

## Résultats

### Hommes
| Catégories        | Or                    | Argent              | Bronze                            |
| ----------------- | --------------------- | ------------------- | --------------------------------- |
| - 60 kg           | Yasuhiko Moriwaki     | Pavel Petrikov      | Felice Mariani Philippe Takahashi |
| - 65 kg           | Katsuhiko Kashiwazaki | Constantin Niculae  | Jung-Ho Hwang Petr Ponomarev      |
| - 71 kg           | Chong-Hak Park        | Serge Dyot          | Karl-Heinz Lehmann Vojo Vujevic   |
| - 78 kg           | Neil Adams            | Jiro Kase           | Kevin Doherty Georgi Petrov       |
| - 86 kg           | Bernard Tchoullouyan  | Seiki Nose          | David Bodaveli Detlef Ultsch      |
| - 95 kg           | Tengiz Khubuluri      | Robert Van de Walle | Hyung-Joo Ha Roger Vachon         |
| + 95 kg           | Yasuhiro Yamashita    | Grigori Verichev    | Vladimir Kocman Juha Salonen      |
| Toutes catégories | Yasuhiro Yamashita    | Wojciech Reszko     | Andras Ozsvar Robert Van de Walle |

## Tableau des médailles
| Rang | Nation             | Or | Argent | Bronze | Total |
| ---- | ------------------ | -- | ------ | ------ | ----- |
| 1    | Japon              | 4  | 2      | 0      | 6     |
| 2    | Union soviétique   | 1  | 1      | 2      | 4     |
| 3    | France             | 1  | 1      | 1      | 3     |
| 4    | Corée du Sud       | 1  | 0      | 2      | 3     |
| 5    | Royaume-Uni        | 1  | 0      | 0      | 1     |
| 6    | Belgique           | 0  | 1      | 1      | 2     |
| -    | Tchécoslovaquie    | 0  | 1      | 1      | 2     |
| 8    | Pologne            | 0  | 1      | 0      | 1     |
| -    | Roumanie           | 0  | 1      | 0      | 1     |
| 10   | Allemagne de l'Est | 0  | 0      | 2      | 2     |
| -    | Canada             | 0  | 0      | 2      | 2     |
| 12   | Italie             | 0  | 0      | 1      | 1     |
| -    | Hongrie            | 0  | 0      | 1      | 1     |
| -    | Yougoslavie        | 0  | 0      | 1      | 1     |
| -    | Finlande           | 0  | 0      | 1      | 1     |
| -    | Bulgarie           | 0  | 0      | 1      | 1     |

## Source
- (en) Judoinside.com